# Йеппун
Йеппун (англ. Yeppoon) — курортный город в восточной части австралийского штата Квинсленд. Население города по оценкам на 2006 год составляло примерно 13 тысяч человек. Ближайший крупный город — Рокгемптон (расположен в 42 километрах на юго-востоке).

## География
Йеппун расположен в заливе Кеппел, который выходит в Коралловое море, примерно в 700 километрах  к северу от столицы штата Брисбена и в 40 километрах от города Рокгемптон. Он относится к району местного самоуправления Шир-оф-Ливингстон в Центральном Квинсленде. В период с 2008 по 2013 год он находился в регионе Рокхэмптон.
Вдоль южной границы города проходит дорога Рокхэмптон–Йеппун (также известная как Йеппун-роуд).

## Население
По переписи 2016 года население города составляло 6334 человек, по переписи 2021 года оно выросло до 7037 человек. Обе переписи не учитывали население окрестностей города. 